# Khorata qunzhen
Espèce
Khorata qunzhen est une espèce d'araignées aranéomorphes de la famille des Pholcidae.

## Distribution
Cette espèce est endémique du Fujian en Chine,. Elle se rencontre dans le xian de Yongtai.

## Description
Le mâle holotype mesure 2,27 mm et la femelle paratype 2,63 mm.

## Systématique et taxinomie
Cette espèce a été décrite par Yao et Liu en 2025.

## Étymologie
Cette espèce est nommée en l'honneur de Qun-zhen Wu.

## Publication originale
- Wang, Yao, Shi & Liu, 2025 : « A new species of the genus Khorata Huber, 2005 from Fujian Province, China (Araneae: Pholcidae). » Acta Arachnologica Sinica, vol. 34, no 1, p. 38-42.